# 프랜시스 콘로이
프랜시스 콘로이(Frances Conroy, 1953년 11월 13일 ~ )는 미국의 배우이다. HBO 드라마 《식스 핏 언더》(2001-05)의 루스 피셔 역으로 유명하며, 이 드라마로 2004년 제10회 미국 배우 조합상과 제61회 골든 글로브상의 텔레비전 드라마 부문 여우주연상을 동시에 수상하였다.

## 출연 작품

### 영화
- 맨해튼 (1979)
- 폴링 인 러브 (1984)
- 또다른 여인 (1988)
- 화려한 사기꾼 (1988)
- 범죄와 비행 (1989)
- 빌리 배스게이트 (1991)
- 여인의 향기 (1992)
- 시애틀의 잠 못 이루는 밤 (1993)
- 허클베리 핀의 모험 (1993)
- 크루서블 (1996)
- 러브 인 맨하탄 (2002) - 폴라 번스 역
- 캣 우먼 (2004)
- 에비에이터 (2004)
- 쇼핑걸 (2005)
- 브로큰 플라워 (2005)
- 위커맨 (2006)
- 싸인 시커: 여섯 개의 빛을 찾아서 (2007)
- 작은 영웅 데스페로 (2008) - 목소리
- 러브 해펀스 (2009)
- 미쓰 루시힐 (2009)
- 쉘터 (2010)
- 스톤 (2010)
- 이야기 (2018)
- 조커 (2019) - 페니 플랙 역
- 파워 오브 도그 (2021)
- 니모나 (2023) - 목소리

### 텔레비전
- 식스 핏 언더 (2001-05)
- 아메리칸 호러 스토리: 저주받은 집 (2011)
- 아메리칸 호러 스토리: 정신병자 수용소 (2012-13)
- 아메리칸 호러 스토리: 마녀 집회 (2013-14)
- 아메리칸 호러 스토리: 프릭 쇼 (2014-15)
- 아메리칸 호러 스토리: 로어노크 (2016)
- 아메리칸 호러 스토리: 컬트 (2017)
- 아메리칸 호러 스토리: 아포칼립스 (2018)
- 아메리칸 호러 스토리: 더블 피처 (2021)